# Koss Corporation
Pour les articles homonymes, voir Koss.

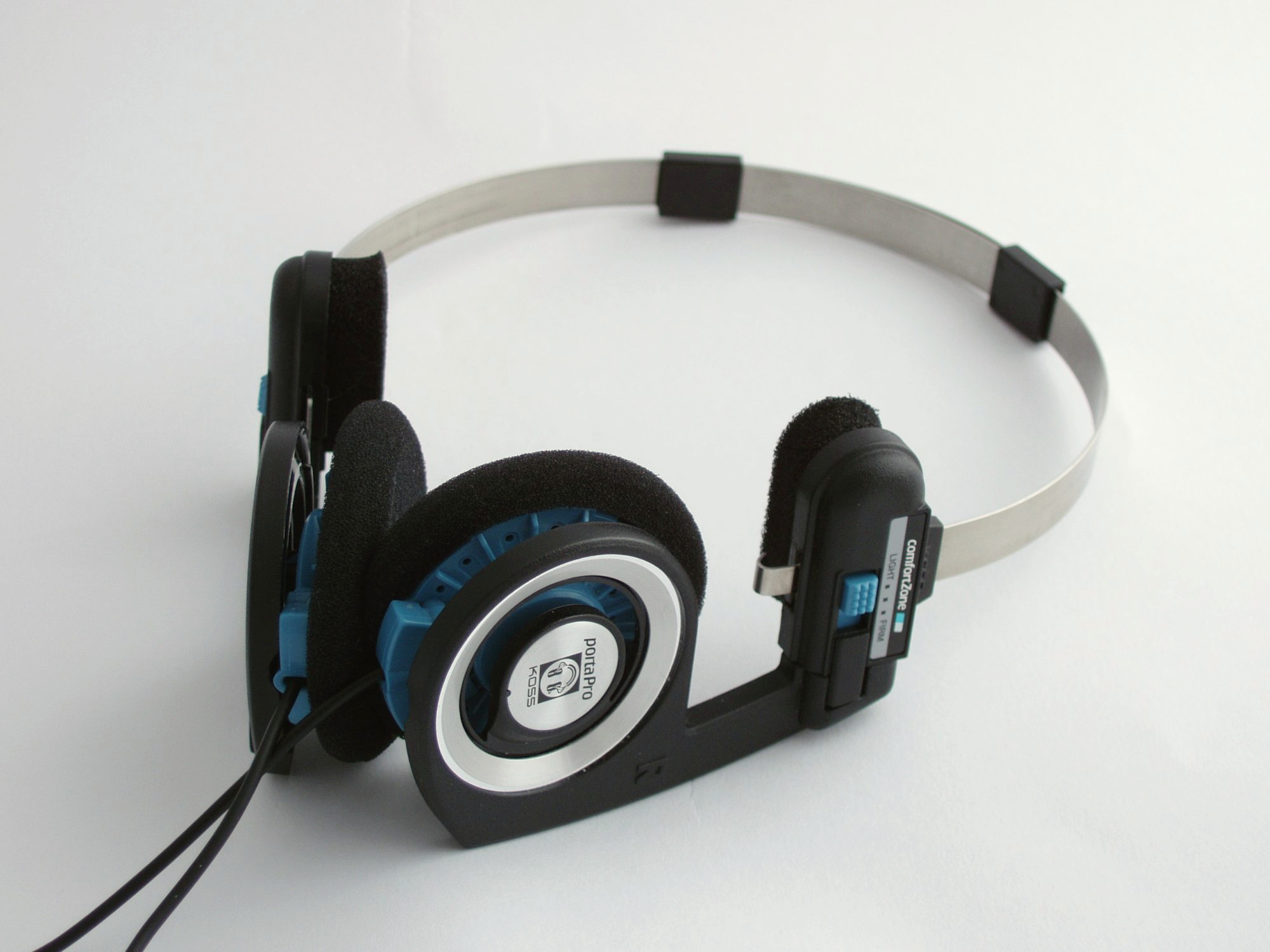
Le casque « KOSS PortaPro ».

Koss Corporation, typographié KOSS sur les produits, est une entreprise américaine spécialisée dans la fabrication de casques, d'écouteurs et de matériel audio basée à Milwaukee.
Elle a été créée en 1953 par John C. Koss.
En 1958, Koss invente le casque audio stéréo, faisant ainsi entrer les écouteurs dans le domaine de la Hi-Fi.
Un modèle populaire de la marque est le « KOSS PortaPro ». En 2009, il a fêté ses 25 ans par une édition spéciale du « PortaPro » original recouvert d'un habillage noir.